# Voc
Voc eller Vac (”hök”) var i mytologin hos Mayafolket i Mexiko gudarnas budbärare. 